# Grand Prix van Lausanne 1949
De Grand Prix van Lausanne 1949 was een autorace die werd gehouden op 27 augustus 1949 op het circuit van Lausanne in Lausanne.

## Uitslag
| Positie | Rijder                  | Team        | Ronden | Tijd/Opgave |
| ------- | ----------------------- | ----------- | ------ | ----------- |
| 1       | Giuseppe Farina         | Maserati    | 90     | 2:44:27.3   |
| 2       | Alberto Ascari          | Ferrari     | 90     | + 1:20.7    |
| 3       | Emmanuel de Graffenried | Maserati    | 87     | + 3 ronden  |
| 4       | Franco Cortese          | Ferrari     | 87     | + 3 ronden  |
| 5       | Louis Chiron            | Talbot-Lago | 86     | + 4 ronden  |
| 6       | Luigi Villoresi         | Ferrari     | 86     | + 4 ronden  |
| 7       | Johnny Claes            | Talbot-Lago | 85     | + 5 ronden  |
| 8       | Antonio Branca          | Maserati    | 85     | + 5 ronden  |
| 9       | David Murray            | ERA         | 84     | + 6 ronden  |
| 10      | Peter Whitehead         | Ferrari     | 84     | + 6 ronden  |
| NF      | Birabongse Bhanubandh   | Maserati    | 69     |             |
| NF      | Raymond Sommer          | Talbot-Lago | 48     |             |
| NF      | Philippe Étancelin      | Talbot-Lago | 34     |             |
| NF      | Frankie Sechéhaye       | Maserati    | 24     |             |
| NF      | David Hampshire         | Maserati    | 14     |             |
| NF      | Hans Stuck              | AFM         | 6      |             |